# 핸런의 면도날
핸런의 면도날(Hanlon's razor)의 의미는 다음과 같다. “어리석음으로 충분히 설명이 되는 일을 악의의 탓으로 돌리지 말라.”
조지프 비글러(Joseph Bigler)가 쓴 머피의 법칙에 관한 여러 농담을 소개하는 책 《Murphy's Law Book Two, More Reasons Why Things Go Wrong》에 따르면 이는 로버트 J. 핸런(Robert J. Hanlon)이 처음으로 말했다고 한다. 하지만 로버트 A. 하인라인의 1941년 단편 소설 《Logic of Empire》에 이와 거의 비슷한 구절이 나오기 때문에 ‘핸런’이 ‘하인라인’의 잘못된 말이라고 주장하는 사람도 있다.
저서 속에서 이와 비슷한 고찰을 한 사람으로는 괴테, 알베르트 아인슈타인, 프리드리히 실러, 엘버트 허버드 등이 있다.

## 같이 보기
- 오컴의 면도날